# Thẻ vé tích hợp
Thẻ vé tích hợp là hệ thống cho phép hành khách thực hiện các chuyến đi có sự trung chuyển giữa các tuyến trong một loại hình giao thông công cộng hoặc giữa các loại hình khác nhau, mà chỉ cần sử dụng một loại vé hợp lệ duy nhất cho toàn bộ chuyến đi đó. Những loại hình này bao gồm xe buýt, tàu hỏa, tàu điện ngầm, phà, v.v. Mục đích của thẻ vé điện tử là khuyến khích sử dụng giao thông công cộng bằng cách đơn giản hóa việc chuyển đổi giữa các loại hình khác nhau và cải thiện hiệu quả của dịch vụ.
Trong nhiều trường hợp, thẻ vé tích hợp được áp dụng thông qua các công nghệ vé điện tử như thẻ dải từ, thẻ thông minh hoặc thẻ thông minh không tiếp xúc. Một số hệ thống thẻ thông minh, ví dụ như thẻ Octopus của Hồng Kông, cũng được dùng cho các giao dịch ngoài lĩnh vực giao thông, ví dụ như mua hàng hóa hoặc dịch vụ. Mặc dù các phương thức điện tử đang chiếm đa số, một số hệ thống giao thông công cộng vẫn sử dụng vé giấy, cho phép hành khách trung chuyển trong phạm vi một khu vực nhất định hoặc, ở một số trường hợp, cho phép di chuyển không giới hạn trong một khoảng thời gian nhất định, ví dụ như hệ thống Transperth FamilyRider tại Úc.
Một số nước như Thụy Sỹ đã thiết lập hệ thống thẻ vé tích hợp trên toàn quốc, mở rộng quy mô ra ngoài lĩnh vực giao thông nhằm đi kèm khả năng tiếp cận tới những điểm giải trí, bảo tàng, và các dịch vụ khác. Một số quốc gia khác như Anh Quốc, Úc và Thụy Điển cũng triển khai những hệ thống tương tự trong phạm vi các thành phố và vùng đô thị lớn.
Việc áp dụng thành công thẻ vé tích hợp đòi hỏi sự phối hợp và hợp tác quy mô lớn giữa các nhà vận hành vận tải công cộng và nhà cung cấp công nghệ. Những thách thức về chính trị, kỹ thuật và quản lý dự án đã khiến một số dự án bị chậm trễ đáng kể. Ví dụ, hệ thống thẻ vé tích hợp tại Sydney từng bị buộc phải được tái khởi động lại, còn tại Dublin, dự án đã phải đối mặt với tình trạng trì hoãn đáng kể sau khi khởi động vào năm 2002, và hệ thống TFI Leap Card phải tới tháng 12 năm 2011 mới được chính thức hoạt động. Tương tự như vậy, quá trình thay thế thẻ dải từ sang mẫu thẻ thông minh mới tại Stockholm cũng đã phải mất một vài năm, và phải tính tới năm 2008 mới gần hoàn thành sau khi dự án được bắt đầu vào năm 2002.

## Ví dụ
Ví dụ về các hệ thống thẻ vé tích hợp trên thế giới:

### Châu Á Thái Bình Dương
| Khu vực             | Cơ quan giao thông               | Tên hệ thống | Loại vé        | Hoạt động từ         | Loại hình vận tải                                                        | Ghi chú |
| ------------------- | -------------------------------- | ------------ | -------------- | -------------------- | ------------------------------------------------------------------------ | --- |
| Adelaide            | Adelaide Metro                   | MetroCARD    | Thẻ thông minh | Tháng 11 năm 2012    | Xe buýt, tàu hỏa & xe điện mặt đất                                       | |
| Auckland            | Auckland Transport               | AT HOP card  | Thẻ thông minh | 27 tháng 10 năm 2012 | Xe buýt, phà & tàu hỏa                                                   | |
| Auckland            | Auckland Transport               | Thẻ Snapperd | Thẻ thông minh | 2011                 | Xe buýt (chỉ các dịch vụ do NZ Bus vận hành)                             | Bị loại bỏ dần từ tháng 4 năm 2013 |
| Canberra            | Transport Canberra               | MyWay        | Thẻ thông minh | Tháng 2 năm 2011     | Xe buýt, đường sắt nhẹ                                                   | |
| Jakarta             | PT Jakarta Lingko Indonesia      | Jak Lingko   | Thẻ thông minh | Tháng 12 năm 2017    | Đường sắt ngoại ô, LRT, MRT, BRT, Angkot                                 | |
| Kuala Lumpur        | Land Public Transport Commission | Touch 'n Go  | Thẻ thông minh | 1997                 | Đường sắt ngoại ô, LRT, MRT, Monorail, BRT, Xe buýt, Đỗ xe, Phí đường bộ | |
| Melbourne           | Public Transport Victoria        | myki         | Thẻ thông minh | 2009                 | Xe buýt, tàu hỏa, xe điện mặt đất & một số dịch vụ đường sắt vùng        | Thay thế hệ thống Metcard tại vùng đô thị Melbourne vào năm 2012                                                                                        |
| Perth               | Transperth                       | SmartRider   | Thẻ thông minh | Tháng 1 năm 2007     | Xe buýt, phà & tàu hòa                                                   | Thay thế hệ thống thẻ dải từ MultiRider. Vé giấy vẫn có thể được sử dụng. SmartRider cũng có thể sử dụng tại Bunbury, Busselton, Geraldton & Kalgoorlie |
| Singapore           | Land Transport Authority         | EZ-Link      | Thẻ thông minh | 2001                 | MRT (tàu điện ngầm), xe buýt, đỗ xe                                      | Các mẫu thẻ EZ-Link tuân thủ tiêu chuẩn CEPAS đã thay thế mẫu thẻ ban đầu vào năm 2009                                                                  |
| Đông Nam Queensland | Translink                        | Thẻ go       | Thẻ thông minh | Tháng 1 năm 2008     | Xe buýt, phà, xe điện mặt đất & tàu hỏa                                  | |
| Sydney              | Transport for NSW                | Thẻ Opal     | Thẻ thông minh | Tháng 12 năm 2012    | Xe buýt, phà, đường sắt nhẹ, tàu hỏa                                     | |

### Châu Âu
| Khu vực                           | Cơ quan giao thông          | Tên hệ thống                           | Loại vé                                                                 | Hoạt động từ      | Loại hình vận tải | Ghi chú |
| --------------------------------- | --------------------------- | -------------------------------------- | ----------------------------------------------------------------------- | ----------------- | --- | --- |
| Hà Lan                            | Trans Link Systems          | OV-chipkaart                           | Thẻ thông minh                                                          | 2002              | Toàn bộ giao thông công cộng trên lãnh thổ đất liền của Hà Lan (tàu hỏa, metro, xe điện mặt đất, xe buýt, phà, tàu thủy, v.v.).                                                                                | OV-chipkaart được ra mắt vào năm 2002 nhưng chỉ thay thế hoàn toàn hệ thống strippenkaart quốc gia từ những năm 1980 cho xe buýt, xe điện mặt đất và metro vào năm 2011, và hệ thống vé giấy của đường sắt vào tháng 7 năm 2014. Vào năm 2022, một hệ thống mới có tên gọi là OVpay đã bắt đầu được triển khai, cho phép hành khách sử dụng thẻ ngân hàng, điện thoại và đồng hồ thông minh song song với mẫu thẻ thông minh hiện có để sử dụng hệ thống vận tải công cộng. |
| Vùng Đại Dublin                   | Cơ quan Giao thông Quốc gia | TFI Leap Card                          | Thẻ thông minh                                                          | 2011              | Xe buýt, tàu hỏa, LUAS và Metro trong tương lai | |
| Đại Luân Đôn                      | TfL                         | Thẻ Oyster                             | Thẻ thông minh                                                          | Tháng 7 năm 2003  | Xe buýt, tàu điện ngầm, xe điện mặt đất, DLR, London Overground & hầu hết dịch vụ National Rail | |
| Đại Luân Đôn                      | TfL                         | Travelcard                             | Vé giấy, hoặc nạp vào thẻ Oyster                                        |                   | Xe buýt, tàu điện ngầm, xe điện mặt đất, DLR, London Overground & hầu hết dịch vụ National Rail | |
| Vùng đô thị Stockholm             | SL                          | SL-kort                                | Thẻ thông minh                                                          | May 2022          | Xe buýt, Metro, đường sắt, xe điện mặt đất, phà | Thay thế hệ thống thẻ thông minh SL Access. |
| Lombardia (vùng hành chính của Ý) | Regione Lombardia           | Io Viaggio Ovunque                     | Vé giấy / Vé giấy nam châm điện tử (SBME) / Thẻ thông minh (Io Viaggio) | 2011              | Dùng cho toàn bộ mạng lưới giao thông công cộng địa phương tại vùng Lombardy: xe buýt đô thị, ngoại ô và liên thành phố, xe điện mặt đất, tàu điện ngầm/metro, đường sắt vùng, thuyền (chỉ trên Hồ Iseo), v.v. | Các loại vé 1 đến 7 ngày có thể được mua bởi bất cứ ai; các loại vé tháng trở lên có những đặc điểm khác, và yêu cầu hành khách đăng ký thẻ thông minh cá nhân. |
| Bắc Ireland                       | Translink                   | Smartlink                              | Thẻ thông minh                                                          | Tháng 10 năm 2009 | Các dịch vụ xe buýt tại Belfast và Derry, xe buýt vùng & liên thành phố, đường sắt | |
| Paris                             | RATP/SNCF                   | Thẻ Navigo, vé một ngày Mobilis/Jeunes | Thẻ thông minh / vé từ                                                  | 2006              | Tàu điện ngầm, đường sắt ngoại ô (RER và Transilien), xe điện mặt đất, xe buýt | |
| Thụy Sỹ                           | Đường sắt Liên bang Thụy Sỹ | Swiss Pass                             | Thẻ dải từ                                                              | 1989              | Xe buýt, tàu hỏa, tàu thủy và xe điện mặt đất | |
| Subotica                          | Subotica-Trans              | SuBus                                  | Thẻ thông minh                                                          | 2012              | Xe buýt | |